# 党家村

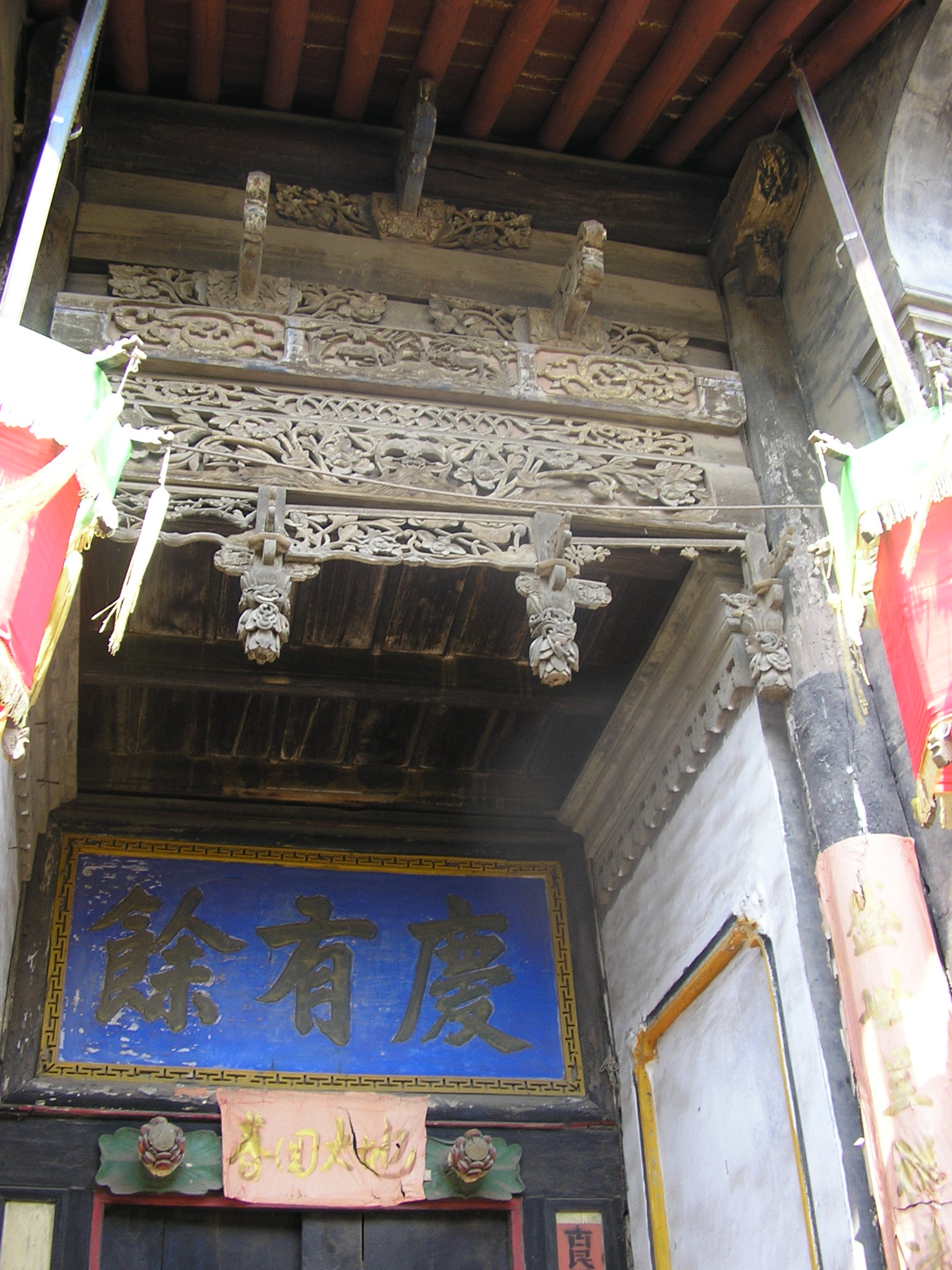
陕西韩城党家村局部

党家村位于陕西省渭南市韩城市西庄镇，建村距今有670年的历史，全村共有320户人家，1400余人，党家村的民居四合院为韩城民居的典型代表，党家村在清代因农商并重经济发达则又被称为“小韩城”。2001年6月被列为国家重点文物保护单位，2003列為中国历史文化名村。

## 概況
党家村位于韩城市区西北约9公里，东距黄河3.5公里，泌水河谷的北测，呈葫芦的形状。民居以明清四合院为主，现存完整四合院100余座，街道20多条，用条石或卵石铺就。村民绝大部分为党姓和贾姓。